# Толокнянка альпийская
Аркто́ус альпи́йский, или альпи́йская толокня́нка (лат. Arctous alpina) — вид растений из рода Арктоус (Arctous) семейства Вересковые (Ericaceae). В Сибири известна под названием амприк и медвежье ушко.

## Ботаническое описание
Стелющийся кустарник высотой 10—30 см и длиной до 40—50 см. 
Листья чётко зубчатые, длиной до 5 см, к основанию длинные реснитчатые, верхняя поверхность несколько морщинистая с вдавленными жилками. Осенью и зимой они часто становятся красными, а увядшие листья могут сохраняться на стеблях в течение нескольких лет.
В кистевидном соцветии всего от двух до пяти цветков. Цветонос немного длиннее цветка и находится в пазухе прицветника. Цветки обоеполые радиально-симметричные, с двойным околоцветником. Чашечка пятиконечная. Доли чашечки треугольные, слабо реснитчатые. Венчик цветка от розового до зеленовато-белого цвета имеет длину около 5 миллиметров, сферический, кувшинообразной формы, с небольшим отверстием и заканчивается пятью изогнутыми наружу кончиками венчика. Цветок содержит десять тычинок и сросшийся листовой гинецей. Завязь сферическая, пятилопастная. Стилодий немного длиннее тычинок.
Плод костянка, вначале красная, созревшая — от тёмно-фиолетового до чёрного цвета диаметром около 9 мм.
Базовое число хромосом равно x = 13.

## Распространение
Циркумполярный вид, распространён во всём Заполярье: в Шотландии, Скандинавии, России, Канаде, Гренландии и на Аляске. Южнее встречается в Альпах и Пиренеях, в горах Азии и Алтая, а также в Северной Америке в канадской провинции Британская Колумбия на западе и штатах США Мэн и Нью-Гэмпшир на востоке.
На российском Дальнем Востоке встречается на Чукотке, Камчатке, в Анадыре, на Охотском побережье, в Приморском и Хабаровском крае, Амурской области. Самое южное местонахождение отмечено на вершине горы Лысый Дед (1200 м) в Шкотовском районе.
- Цветки с венчиками от беловатого до розоватого цвета
- Ягода-костянка
- Листья осенью

## Экология и фенология
Растёт на гольцах, каменистых россыпях и на сфагновых торфяниках.
Арктоус альпийский может дожить до преклонного возраста: на Кольском полуострове на стебле диаметром 14 миллиметров насчитали 84 годичных кольца. Размножение происходит как вегетативным, так и генеративным путем. При опылении, по-видимому, преобладает самоопыление.
Арктоус альпийский вступает в симбиотические отношения с грибами, которые снабжают её питательными веществами, такими как фосфор, а гриб получает углеводы. Ягоды ценятся птицами, которые и разносят семена на большие расстояния.
Листья и ягоды изредка поедаются северным оленем (Rangifer tarandus). Другими сельскохозяйственными животными не поедается.

## Систематика
В соответствии с современной систематикой вид рассматривается как представитель рода Арктоус (Arctous) под названием Arctous alpina (L.) Nied. — Арктоус альпийский. Раннее вид относили к роду Толокнянка (Arctostaphylos) под названием Arctostaphylos alpina (L.) Spreng.
Изначально вид был описан Карлом Линнеем в 1753 году в первом томе Species plantarum как Arbutus alpina.

## Значение и применение
Об употреблении в пищу существуют разноречивые данные. Так, А. А. Строгий пишет: «Ягоды вяжущего, мучнистого вкуса — съедобны», а В. Л. Комаров во «Флоре п-ва Камчатки» указывает: «Ягодообразные плоды Arctous на вид весьма привлекательны, но легко вызывают рвоту и другие болезненные явления». По «Флоре СССР» — «ягода вызывает рвоту и боли в желудке».
Есть данные об использовании коренными народами севера в лечебных целях. Листья и кора растения используются для лечения различных заболеваний, включая диарею, диабет и туберкулез. Растение также используется для облегчения боли и воспаления.
Арктоус альпийский также используется в декоративных целях из-за её привлекательных блестящих листьев и маленьких белых цветов. Её обычно используют в альпинариях или как почвопокровное растение.